# Macauley Bonne
Macauley Miles Bonne (Ipswich, 18 ottobre 1995) è un calciatore zimbabwese, attaccante del Southend Utd.

## Carriera

### Club
Nella FA Cup 2015-2016 ha segnato 6 gol.

### Nazionale
Nel il 2014 ha esordito in nazionale.

## Palmarès

### Club

#### Competizioni nazionali
- National League: 1

Leyton Orient: 2018-2019